# Rodný dům Adolfa Hitlera
Rodný dům Adolfa Hitlera se nachází v hornorakouském městě Braunau am Inn, kde se v minulosti nacházel hostinec s přístavbou a pokoji k pronájmu. V současné době se dům nepoužívá. Opravuje se jeho hlavní schodiště.

## Historie

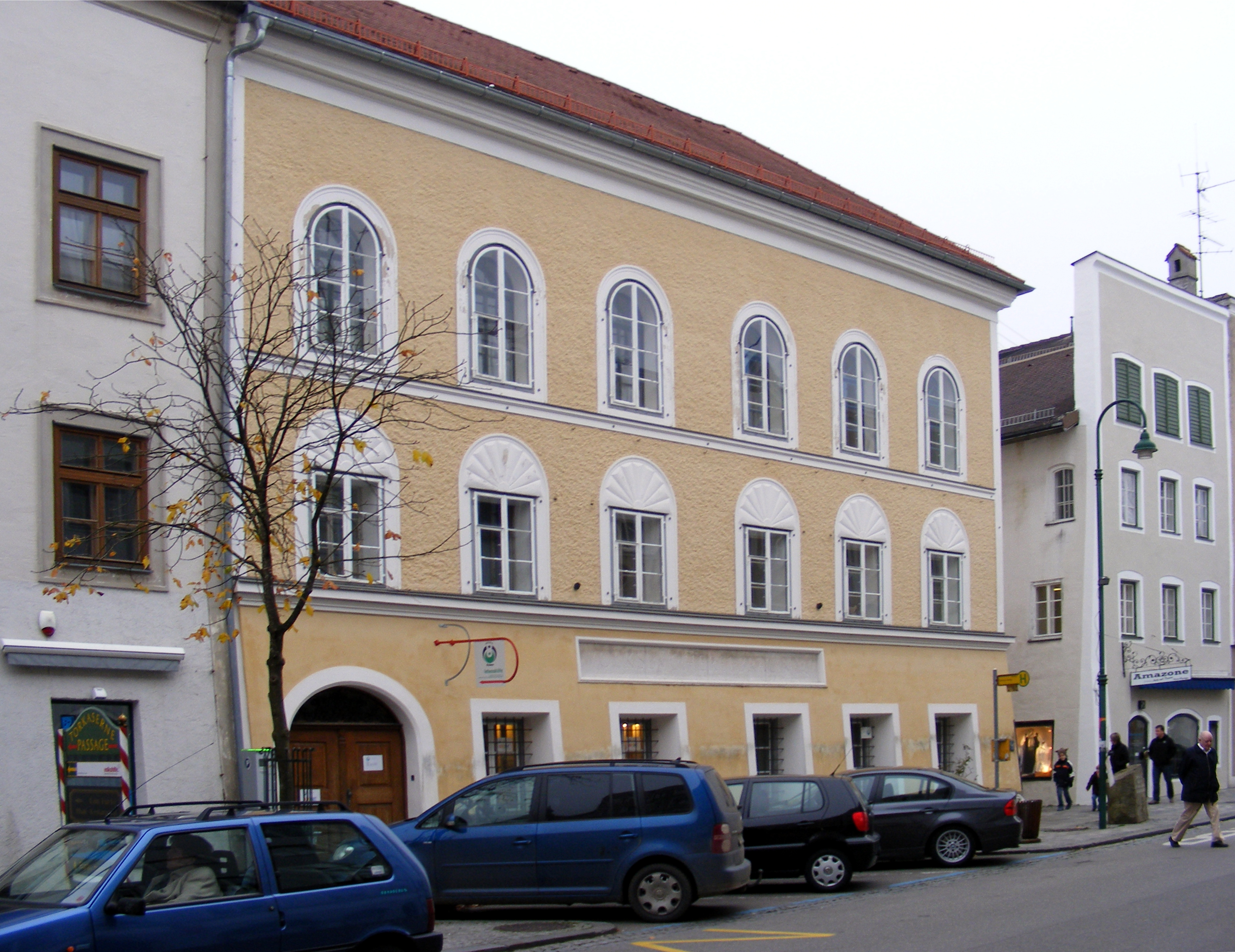
Rodný dům Adolfa Hitlera

Adresa domu byla od roku 1826 Předměstí 219 a od roku 1890 předměstí Salcburk 15. V domě byl již od 17. století hostinec a skládal se původně ze dvou budov. Od roku 1888 byl hostinec provozován manželi Dafnerovými. Mezi obyvatele domu patřil koncem 19. století celní úředník Alois Hitler a jeho třetí manželka Klára rozená Pölzlová, kteří žili se svými dětmi v jednom z bytů. Tam se narodil jako čtvrtý ze šesti dětí dne 20. dubna 1889 Adolf Hitler, který se později stal německým kancléřem a diktátorem.
V roce 1891 zemřel majitel domu a hostinský Franz Dafner. Jeho vdova Helena Dafnerová, později provdaná za Jakuba Bachleitnera, vedla hostinec do roku 1911. Poté ho prodala. Nový majitel Josef Pommer provozoval hostinec v letech 1912–1938. V důsledku připojení Rakouska k nacistickému Německu jej získal Martin Bormann v roce 1938 za čtyřnásobek tržní hodnoty. Budova byla zrekonstruována a vydána k použití jako kulturní centrum s galerií a veřejnou knihovnou. Od let 1943–1944 zde byly vystaveny obrazy a sochy umělců z regionu, včetně Antona Filzmosera, Hermanna Mayrhofera (Passau), Josefa Karla Nerudy (Simbach am Inn), Huga von Preen, Martina Stachla a Franze Xavera Weidingera (Ried im Innkreis). Po osvobození Rakouska americkou armádou koncem druhé světové války byla v galerii 1. listopadu 1945 otevřena výstava o koncentračních táborech. V roce 1952 byl dům vrácen bývalým vlastníkům. Do roku 1965 byl používán jako veřejná knihovna. Poté byla budova krátce využívána bankovní institucí. Od roku 1970 byla budova používána jako škola. Od roku 1977 slouží dům jako denní centrum a dílna pro osoby se zdravotním postižením.
V roce 1989 město Braunau am Inn u příležitosti 100. narozenin Adolfa Hitlera na chodníku před domem vztyčilo vzpomínkový kámen vyrobený ze žuly v Mauthausenu. Město se tehdy distancovalo od Hitlera a přestalo prodávat suvenýry s nápisem připomínající Hitlera.